# Krusenfelde
Krusenfelde er en by og kommune i det nordøstlige Tyskland, beliggende i Amt Anklam-Land i den centrale del af Landkreis Vorpommern-Greifswald. Landkreis Vorpommern-Greifswald ligger i delstaten Mecklenburg-Vorpommern. Indtil 31. december 2004 var kommunen en del af Amt Krien.

## Geografi
Krusenfelde er beliggende syd for Bundesstraße B 101 med motorvejen A 20 omkring fem kilometer mod vest. Byen Anklam ligger omkring 20 kilometer mod øst, og Jarmen omkring otte kilometer nordvest for kommunen.

### Landsbyer i kommunen
- Krusenkrien
- Gramzow
- Krusenfelde

## Eksterne kilder og henvisninger
- Wikimedia Commons har flere filer relateret til Krusenfelde
- Byens side Arkiveret 20. februar 2017 hos  Wayback Machine på amtets websted
- Statistik Arkiveret 20. februar 2017 hos  Wayback Machine